# 阿诺拉
《阿诺拉》（英語：Anora）是2024年上映的美国浪漫喜剧剧情片，由西恩·貝克执导、编剧。电影讲述麥琪·麥迪遜饰演的脱衣舞娘与一位俄罗斯寡头的儿子陷入诡异爱情的经历。2024年5月，电影于第77屆坎城影展斩获最高奖金棕榈奖；2024年10月18日在美國院線上映，評價正面，赢得第97届奥斯卡金像奖最佳影片、最佳导演、最佳女主角、最佳原创剧本和最佳剪辑5项大奖。導演西恩·貝克追平華特·迪士尼在單屆獲獎數的紀錄，也是歷史上僅有的四部同時獲得金棕櫚獎和奧斯卡最佳影片的電影之一。

## 剧情
23岁的阿诺拉·“阿妮”·米赫耶娃住在俄裔美国人云集的布萊頓海灘，从事脱衣舞娘工作。在老板介绍下，阿妮认识了俄羅斯寡頭尼古莱·扎哈罗夫的儿子伊万·“万尼亚”·扎哈罗夫，对方比他小三岁。万尼亚在尼古莱安排下到美国留学，但无心向学，整天在布鲁克林的豪宅里开派对、打游戏。
万尼亚刚接触阿诺拉便一见钟情，之后花钱与她进行了几次性服务，事后更给她15000美金，要她当自己一个星期的临时女友。万尼亚与死党飞到拉斯维加斯，一时冲动之下跟阿妮求婚。阿妮一开始怀疑万尼亚是否真的爱自己，万尼亚坚称自己一片真心。最终两人跑到拉斯维加斯婚礼教堂登记结婚。赌城之旅结束后，阿妮与万尼亚同居，再也没有去上班。万尼亚与阿妮私奔的消息传到俄罗斯，让万尼亚的母亲加琳娜颜面尽失，要求万尼亚在美国的教父托罗斯找到小两口，让他们赶紧取消这场婚姻，自己则和丈夫尼古莱飞到美国。
在托罗斯的吩咐下，加尼克和伊戈两个手下杀到万尼亚的豪宅。托罗斯在电话中告诉万尼亚，父母会把他接回俄罗斯，言谈间还不断称呼阿妮“妓女”，认为万尼亚和阿妮冲动结婚是想骗绿卡，这样就可以不用回俄罗斯，在父亲的公司上班。小两口随后跟加尼克和伊戈发生争执，万尼亚在混乱中仓惶逃出家门，阿妮和加尼克、伊戈打了一场，打伤两人之余，还损坏了豪宅里的家具和摆设，他们无可奈何之下将阿妮绑了起来。托罗斯赶到后，将阿妮训斥了一顿，说她不懂万尼亚的天真。被绑的阿妮大喊“强奸”求救，三人怕她尖叫会引起邻居报警，于是用万尼亚母亲的围脖堵住了她的嘴，顺带摘掉手上的大钻戒。托罗斯向阿妮提出赔偿1万美元，让她取消婚姻，阿妮同意了。虽然阿妮始终认为自己跟万尼亚是真爱，但还是同意和托罗斯一起去找万尼亚。
四个人在夜晚的布鲁克林四处奔走，寻找万尼亚的行踪，最终阿妮从闺蜜那里得知万尼亚去了她以前工作的脱衣舞店。四人赶到那里，发现万尼亚喝酒喝得不省人事，完全不听他们讲话。就这样，四人陪万尼亚在法院门外等了一个晚上。到早上法院开门的时候，大家发现万尼亚和阿妮无法在纽约取消婚姻，因为他们是在拉斯维加斯结婚的，必须要去当地取消。
在私人机场，阿妮与万尼亚的父母见面。阿妮主动用俄语介绍自己，加琳娜没有给她好脸色。万尼亚最终向父母妥协，同意取消这段婚姻。他又冷冷地告诉阿妮，他们的婚姻是不现实的，此时加琳娜催促所有人上飞机去拉斯维加斯。阿妮这时想起自己没和万尼亚签订婚前協議書，提出要跟万尼亚打离婚官司。加琳娜威胁阿妮，如果敢这么做，就会让她一无所有。阿妮醒悟过来，看清了万尼亚的天真幼稚一面，以及他家人只手遮天的权力，最终签下了取消婚姻的文件。签完文件后，伊戈提出让万尼亚跟阿妮道歉，加琳娜出面袒护儿子，说她儿子不会跟任何人道歉。阿妮羞辱了万尼亚和加琳娜一顿，潇洒离去。
伊戈送阿妮回纽约拿行李，两人在扎哈罗夫家的豪宅度过最后一晚。伊戈想跟阿妮示好，阿妮则觉得惶恐不安，一直说伊戈那天侵犯了她，还说如果两人当时共处一室，伊戈一定会强奸她，伊戈则表示否认。第二天早上，伊戈带阿妮去银行取赔偿金，之后载她回家。伊戈把阿妮的大钻戒还给她，以表示善意。阿妮主动撩起伊戈的性欲，但就在伊戈准备亲她的时候，她突然情绪崩溃，在伊戈怀里大哭一场。

## 演员
- 麥琪·麥迪遜 饰 阿妮（Ani）[7]
- 马克·亚历山德罗维奇·艾德尔施泰因（俄语：Эйдельштейн, Марк Александрович） 饰 伊万（Ivan）
- 尤里·亞歷山德羅维奇·鮑里索夫 饰 伊戈（Igor）
- 卡倫·卡拉古利安（英语：Karren Karagulian） 饰 托罗斯（Toros）
- 瓦切·托夫马斯扬（英语：Vache Tovmasyan） 饰 加尼克（Garnick）
- 艾薇·沃尔克（英语：Ivy Wolk） 饰 晶晶（Crystal）
- 亞歷克賽·席列布瑞亞柯夫 饰 尼古拉·扎哈羅夫（Nikolai Zakharov）
- 达里娅·埃卡马索娃（英语：Darya Ekamasova） 饰 加琳娜·扎哈罗夫（Galina Zakharov）
- 露娜·索菲亚·米兰达（Luna Sofia Miranda） 饰 露露（Lulu）
- 阿琳娜·古列维奇（Alena Gurevich） 饰 卡拉（Clara）

## 制片
主体拍摄于2023年初在纽约布鲁克林启动。
在戛纳电影节的记者会上，主演麥琪·麥迪遜表示巴克与妻子萨曼莎·关亲自为演员示范不同的做爱体位。剧组曾提出给麦迪逊安排一位親密指導，但麦迪逊表示：“我已经用大约一年的时间内和他们建立非常舒服的关系，我觉得这会是我最觉得舒服的地方，最终出来的内容也很不错。”

## 发行
2023年10月，电影国度娱乐买下电影的全球发行权。11月，霓虹影业买下电影的北美发行权。
电影于2024年5月21日在第77屆坎城影展首映，最终拿下金棕榈奖，成为自2011年《生命樹》後夺得金棕榈奖的美国电影。

## 迴響

### 专业评价
根据評論匯總网站爛番茄汇总的27篇评论文章，96%的评论家给予该作正面评价，平均打分为8.7分（满分10分）。在Metacritic上，19位影評人共給予了89分的分數（滿分100分），這部電影獲得了「一致好評」。

### 获奖记录
| 颁奖日期       | 大奖                            | 奖项                       | 获得者                                                                                               | 结果 | 参考资料 |
| -------------- | ------------------------------- | -------------------------- | --- | ---- | -------- |
| 2024年5月25日  | 第77屆康城影展                  | 金棕榈奖                   | 不適用                                                                                               | 獲獎 | [ 18 ]   |
| 2024年12月2日  | 第34屆哥譚獎                    | 最佳電影                   | 不適用                                                                                               | 提名 |          |
| 2024年12月2日  | 第34屆哥譚獎                    | 最佳導演                   | 辛·貝克                                                                                              | 提名 |          |
| 2024年12月2日  | 第34屆哥譚獎                    | 最佳主角演出               | 麥琪·麥迪遜                                                                                          | 提名 |          |
| 2024年12月2日  | 第34屆哥譚獎                    | 最佳配角演出               | 尤里·鮑里索夫                                                                                        | 提名 |          |
| 2024年12月8日  | 第45屆波士頓影評人協會獎        | 最佳電影                   | 不適用                                                                                               | 獲獎 |          |
| 2024年12月8日  | 第45屆波士頓影評人協會獎        | 最佳導演                   | 辛·貝克                                                                                              | 獲獎 |          |
| 2024年12月8日  | 第45屆波士頓影評人協會獎        | 最佳原創劇本               | 辛·貝克                                                                                              | 獲獎 |          |
| 2024年12月8日  | 第45屆波士頓影評人協會獎        | 最佳女主角                 | 麥琪·麥迪遜                                                                                          | 獲獎 |          |
| 2024年12月8日  | 第23屆華盛頓特區影評人協會獎    | 最佳電影                   | 不適用                                                                                               | 提名 |          |
| 2024年12月8日  | 第23屆華盛頓特區影評人協會獎    | 最佳導演                   | 辛·貝克                                                                                              | 提名 |          |
| 2024年12月8日  | 第23屆華盛頓特區影評人協會獎    | 最佳原創劇本               | 辛·貝克                                                                                              | 提名 |          |
| 2024年12月8日  | 第23屆華盛頓特區影評人協會獎    | 最佳女主角                 | 麥琪·麥迪遜                                                                                          | 獲獎 |          |
| 2024年12月8日  | 第23屆華盛頓特區影評人協會獎    | 最佳男配角                 | 尤里·鮑里索夫                                                                                        | 提名 |          |
| 2024年12月8日  | 第23屆華盛頓特區影評人協會獎    | 最佳整體演出               | 不適用                                                                                               | 提名 |          |
| 2024年12月8日  | 第23屆華盛頓特區影評人協會獎    | 最佳剪接                   | 辛·貝克                                                                                              | 獲獎 |          |
| 2024年12月9日  | 第29屆聖地牙哥影評人協會獎      | 最佳電影                   | 不適用                                                                                               | 亚军 |          |
| 2024年12月9日  | 第29屆聖地牙哥影評人協會獎      | 最佳女主角                 | 麥琪·麥迪遜                                                                                          | 提名 |          |
| 2024年12月9日  | 第29屆聖地牙哥影評人協會獎      | 最佳原創劇本               | 辛·貝克                                                                                              | 獲獎 |          |
| 2024年12月9日  | 第29屆聖地牙哥影評人協會獎      | 最佳剪接                   | 辛·貝克                                                                                              | 提名 |          |
| 2024年12月11日 | 第37屆芝加哥影評人協會獎        | 最佳電影                   | 不適用                                                                                               | 提名 |          |
| 2024年12月11日 | 第37屆芝加哥影評人協會獎        | 最佳導演                   | 辛·貝克                                                                                              | 提名 |          |
| 2024年12月11日 | 第37屆芝加哥影評人協會獎        | 最佳原創劇本               | 辛·貝克                                                                                              | 提名 |          |
| 2024年12月11日 | 第37屆芝加哥影評人協會獎        | 最佳女主角                 | 麥琪·麥迪遜                                                                                          | 提名 |          |
| 2024年12月11日 | 第37屆芝加哥影評人協會獎        | 最佳男配角                 | 尤里·鮑里索夫                                                                                        | 提名 |          |
| 2024年12月11日 | 第37屆芝加哥影評人協會獎        | 最佳剪接                   | 辛·貝克                                                                                              | 提名 |          |
| 2024年12月15日 | 第23屆三藩市灣區影評人協會獎    | 最佳電影                   | 不適用                                                                                               | 獲獎 |          |
| 2024年12月15日 | 第23屆三藩市灣區影評人協會獎    | 最佳導演                   | 辛·貝克                                                                                              | 提名 |          |
| 2024年12月15日 | 第23屆三藩市灣區影評人協會獎    | 最佳原創劇本               | 辛·貝克                                                                                              | 獲獎 |          |
| 2024年12月15日 | 第23屆三藩市灣區影評人協會獎    | 最佳女主角                 | 麥琪·麥迪遜                                                                                          | 提名 |          |
| 2024年12月15日 | 第23屆三藩市灣區影評人協會獎    | 最佳男配角                 | 尤里·鮑里索夫                                                                                        | 獲獎 |          |
| 2024年12月15日 | 第23屆三藩市灣區影評人協會獎    | 最佳剪接                   | 辛·貝克                                                                                              | 獲獎 |          |
| 2024年12月15日 | 第21屆聖路易斯影評人協會獎      | 最佳電影                   | 不適用                                                                                               | 亚军 |          |
| 2024年12月15日 | 第21屆聖路易斯影評人協會獎      | 最佳女主角                 | 麥琪·麥迪遜                                                                                          | 獲獎 |          |
| 2024年12月15日 | 第21屆聖路易斯影評人協會獎      | 最佳原創劇本               | 辛·貝克                                                                                              | 提名 |          |
| 2024年12月18日 | 第30屆達拉斯—沃斯堡影評人協會獎 | 最佳電影                   | 不適用                                                                                               | 獲獎 |          |
| 2024年12月18日 | 第30屆達拉斯—沃斯堡影評人協會獎 | 最佳導演                   | 辛·貝克                                                                                              | 獲獎 |          |
| 2024年12月18日 | 第30屆達拉斯—沃斯堡影評人協會獎 | 最佳劇本                   | 辛·貝克                                                                                              | 亚军 |          |
| 2024年12月18日 | 第30屆達拉斯—沃斯堡影評人協會獎 | 最佳女主角                 | 麥琪·麥迪遜                                                                                          | 獲獎 |          |
| 2024年12月21日 | 第29屆佛羅里達影評人協會獎      | 最佳電影                   | 不適用                                                                                               | 提名 |          |
| 2024年12月21日 | 第29屆佛羅里達影評人協會獎      | 最佳導演                   | 辛·貝克                                                                                              | 提名 |          |
| 2024年12月21日 | 第29屆佛羅里達影評人協會獎      | 最佳原創劇本               | 辛·貝克                                                                                              | 提名 |          |
| 2024年12月21日 | 第29屆佛羅里達影評人協會獎      | 最佳女主角                 | 麥琪·麥迪遜                                                                                          | 提名 |          |
| 2024年12月21日 | 第29屆佛羅里達影評人協會獎      | 最佳男配角                 | 尤里·鮑里索夫                                                                                        | 提名 |          |
| 2024年12月21日 | 第29屆佛羅里達影評人協會獎      | 最佳整體演出               | 不適用                                                                                               | 提名 |          |
| 2024年12月21日 | 第29屆佛羅里達影評人協會獎      | 最佳突破演出               | 麥琪·麥迪遜                                                                                          | 獲獎 |          |
| 2025年1月5日   | 第82屆金球獎                    | 最佳音樂及喜劇電影         | 不適用                                                                                               | 提名 |          |
| 2025年1月5日   | 第82屆金球獎                    | 最佳導演                   | 辛·貝克                                                                                              | 提名 |          |
| 2025年1月5日   | 第82屆金球獎                    | 最佳劇本                   | 辛·貝克                                                                                              | 提名 |          |
| 2025年1月5日   | 第82屆金球獎                    | 最佳音樂及喜劇類電影女主角 | 麥琪·麥迪遜                                                                                          | 提名 |          |
| 2025年1月5日   | 第82屆金球獎                    | 最佳電影男配角             | 尤里·鮑里索夫                                                                                        | 提名 |          |
| 2025年1月7日   | 第96屆國家評論協會獎            | 十大電影                   | 不適用                                                                                               | 獲獎 |          |
| 2025年1月7日   | 第96屆國家評論協會獎            | 突破表現                   | 麥琪·麥迪遜                                                                                          | 獲獎 |          |
| 2025年1月8日   | 第90屆紐約影評人協會獎          | 最佳劇本                   | 辛·貝克                                                                                              | 獲獎 |          |
| 2025年1月11日  | 第50屆洛杉磯影評人協會獎        | 最佳電影                   | 不適用                                                                                               | 獲獎 |          |
| 2025年1月11日  | 第50屆洛杉磯影評人協會獎        | 最佳導演                   | 辛·貝克                                                                                              | 亚军 |          |
| 2025年1月11日  | 第50屆洛杉磯影評人協會獎        | 最佳劇本                   | 辛·貝克                                                                                              | 亚军 |          |
| 2025年1月11日  | 第50屆洛杉磯影評人協會獎        | 最佳主角演出               | 麥琪·麥迪遜                                                                                          | 獲獎 |          |
| 2025年1月11日  | 第50屆洛杉磯影評人協會獎        | 最佳配角演出               | 尤里·鮑里索夫                                                                                        | 獲獎 |          |
| 2025年1月26日  | 第29屆衛星獎                    | 最佳音樂及喜劇電影         | 不適用                                                                                               | 提名 |          |
| 2025年1月26日  | 第29屆衛星獎                    | 最佳導演                   | 辛·貝克                                                                                              | 提名 |          |
| 2025年1月26日  | 第29屆衛星獎                    | 最佳原創劇本               | 辛·貝克                                                                                              | 提名 |          |
| 2025年1月26日  | 第29屆衛星獎                    | 最佳音樂及喜劇類女主角     | 麥琪·麥迪遜                                                                                          | 提名 |          |
| 2025年1月26日  | 第29屆衛星獎                    | 最佳男配角                 | 尤里·鮑里索夫                                                                                        | 提名 |          |
| 2025年1月26日  | 第29屆衛星獎                    | 最佳剪接                   | 辛·貝克                                                                                              | 提名 |          |
| 2025年2月2日   | 第45屆倫敦影評人協會獎          | 年度電影                   | 不適用                                                                                               | 提名 |          |
| 2025年2月2日   | 第45屆倫敦影評人協會獎          | 年度導演                   | 辛·貝克                                                                                              | 提名 |          |
| 2025年2月2日   | 第45屆倫敦影評人協會獎          | 年度編劇                   | 辛·貝克                                                                                              | 提名 |          |
| 2025年2月2日   | 第45屆倫敦影評人協會獎          | 年度女主角                 | 麥琪·麥迪遜                                                                                          | 獲獎 |          |
| 2025年2月2日   | 第45屆倫敦影評人協會獎          | 年度男配角                 | 尤里·鮑里索夫                                                                                        | 提名 |          |
| 2025年2月2日   | 第45屆倫敦影評人協會獎          | 年度突破表演者             | 麥琪·麥迪遜                                                                                          | 提名 |          |
| 2025年2月2日   | 第45屆倫敦影評人協會獎          | 技術成就                   | （特技） 曼尼·西維里歐、克里斯多福·科隆寶、羅伯托·洛佩茲                                             | 提名 |          |
| 2025年2月7日   | 第30屆影評人選擇大獎            | 最佳電影                   | 不適用                                                                                               | 獲獎 |          |
| 2025年2月7日   | 第30屆影評人選擇大獎            | 最佳導演                   | 辛·貝克                                                                                              | 提名 |          |
| 2025年2月7日   | 第30屆影評人選擇大獎            | 最佳原創劇本               | 辛·貝克                                                                                              | 提名 |          |
| 2025年2月7日   | 第30屆影評人選擇大獎            | 最佳女主角                 | 麥琪·麥迪遜                                                                                          | 提名 |          |
| 2025年2月7日   | 第30屆影評人選擇大獎            | 最佳男配角                 | 尤里·鮑里索夫                                                                                        | 提名 |          |
| 2025年2月7日   | 第30屆影評人選擇大獎            | 最佳整體演出               | 不適用                                                                                               | 提名 |          |
| 2025年2月7日   | 第30屆影評人選擇大獎            | 最佳剪接                   | 辛·貝克                                                                                              | 提名 |          |
| 2025年2月16日  | 第78屆英國電影學院獎            | 最佳電影                   | 不適用                                                                                               | 提名 |          |
| 2025年2月16日  | 第78屆英國電影學院獎            | 最佳導演                   | 辛·貝克                                                                                              | 提名 |          |
| 2025年2月16日  | 第78屆英國電影學院獎            | 最佳原創劇本               | 辛·貝克                                                                                              | 提名 |          |
| 2025年2月16日  | 第78屆英國電影學院獎            | 最佳女主角                 | 麥琪·麥迪遜                                                                                          | 獲獎 |          |
| 2025年2月16日  | 第78屆英國電影學院獎            | 最佳男配角                 | 尤里·鮑里索夫                                                                                        | 提名 |          |
| 2025年2月16日  | 第78屆英國電影學院獎            | 最佳選角                   | 辛·貝克、薩曼莎·關                                                                                   | 獲獎 |          |
| 2025年2月16日  | 第78屆英國電影學院獎            | 最佳剪接                   | 辛·貝克                                                                                              | 提名 |          |
| 2025年2月22日  | 第40屆獨立精神獎                | 最佳電影                   | 辛·貝克、亞歷克斯·可可、薩曼莎·關                                                                    | 獲獎 |          |
| 2025年2月22日  | 第40屆獨立精神獎                | 最佳導演                   | 辛·貝克                                                                                              | 獲獎 |          |
| 2025年2月22日  | 第40屆獨立精神獎                | 最佳主角演出               | 麥琪·麥迪遜                                                                                          | 獲獎 |          |
| 2025年2月22日  | 第40屆獨立精神獎                | 最佳配角演出               | 尤里·鮑里索夫                                                                                        | 提名 |          |
| 2025年2月22日  | 第40屆獨立精神獎                | 最佳配角演出               | 凱倫·卡拉古利安                                                                                      | 提名 |          |
| 2025年2月23日  | 第31屆美國演員工會獎            | 最佳女主角                 | 麥琪·麥迪遜                                                                                          | 提名 |          |
| 2025年2月23日  | 第31屆美國演員工會獎            | 最佳男配角                 | 尤里·鮑里索夫                                                                                        | 提名 |          |
| 2025年2月23日  | 第31屆美國演員工會獎            | 最佳電影卡司               | 尤里·鮑里索夫、馬克·艾度斯坦、凱倫·卡拉古利安、麥琪·麥迪遜、亞歷克賽·席列布瑞亞柯夫、瓦謝·托夫馬西揚 | 提名 |          |
| 2025年2月24日  | 第28屆多倫多影評人協會獎        | 最佳電影                   | 不適用                                                                                               | 亚军 |          |
| 2025年2月24日  | 第28屆多倫多影評人協會獎        | 最佳導演                   | 辛·貝克                                                                                              | 亚军 |          |
| 2025年2月24日  | 第28屆多倫多影評人協會獎        | 最佳原創劇本               | 辛·貝克                                                                                              | 亚军 |          |
| 2025年2月24日  | 第28屆多倫多影評人協會獎        | 最佳主角演出               | 麥琪·麥迪遜                                                                                          | 獲獎 |          |
| 2025年2月24日  | 第28屆多倫多影評人協會獎        | 最佳配角演出               | 尤里·鮑里索夫                                                                                        | 獲獎 |          |
| 2025年2月24日  | 第28屆多倫多影評人協會獎        | 最佳突破演出               | 麥琪·麥迪遜                                                                                          | 提名 |          |
| 2025年3月2日   | 第97屆奧斯卡金像獎              | 最佳影片                   | 不適用                                                                                               | 獲獎 | [ 19 ]   |
| 2025年3月2日   | 第97屆奧斯卡金像獎              | 最佳导演                   | 辛·貝克                                                                                              | 獲獎 | [ 19 ]   |
| 2025年3月2日   | 第97屆奧斯卡金像獎              | 最佳女主角                 | 麥琪·麥迪遜                                                                                          | 獲獎 | [ 19 ]   |
| 2025年3月2日   | 第97屆奧斯卡金像獎              | 最佳男配角                 | 尤里·鮑里索夫                                                                                        | 提名 | [ 19 ]   |
| 2025年3月2日   | 第97屆奧斯卡金像獎              | 最佳原创剧本               | 辛·貝克                                                                                              | 獲獎 | [ 19 ]   |
| 2025年3月2日   | 第97屆奧斯卡金像獎              | 最佳剪辑                   | 辛·貝克                                                                                              | 獲獎 | [ 19 ]   |